# Eosqualodon
Eosqualodon — рід сквалодонтидних платаністуватих (Platanistoidea), викопні рештки яких відомі з північно-західної Німеччини та північно-східної Італії від пізнього олігоцену до раннього міоцену.

## Таксономія й опис
Визнано два види: E. langewieschei та E. latirostris. Останній спочатку був описаний як підвид Squalodon bariensis, S. b. latirostris, але відрізняється від S. bariensis. Eosqualodon можна відрізнити від Squalodon по тому, що він має більш широку ростральну основу, каудальну межу зовнішніх носових отворів (духа) на висоті каудальної частини орбіт і слабко розвинену міжскроневу конструкцію.